# Gheorghe Gornea
Gheorghe Gornea (ur. 2 sierpnia 1944 w Sinaii, zm. w 2005 roku tamże) – rumuński piłkarz występujący na pozycji bramkarza.

## Kariera klubowa
Gornea karierę rozpoczynał w 1963 roku w zespole Carpați Sinaia. W 1964 roku został zawodnikiem pierwszoligowej Steauy Bukareszt. W 1966 roku zdobył z nią Puchar Rumunii. W tym samym roku przeszedł do także pierwszoligowego klubu UT Arad. W 1969 roku, a także w 1970 roku wywalczył z nim mistrzostwo Rumunii.
W 1971 roku Gornea odszedł do drugoligowego Minerulu Baia Mare i spędził tam sezon 1971/1972. Następnie wrócił do pierwszej ligi, zostając graczem zespołu CSM Reșița. W 1973 roku przeniósł się stamtąd do drugoligowego Rapidu Arad, w którego barwach w 1976 roku zakończył karierę.

## Kariera reprezentacyjna
W reprezentacji Rumunii Gornea zadebiutował 27 października 1968 w przegranym 0:3 meczu eliminacji Mistrzostw Świata 1970 z Portugalią.
W 1970 roku został powołany do zespołu na mistrzostwa świata. Nie zagrał jednak na nich w żadnym meczu, a Rumunia odpadła z turnieju po fazie grupowej.
W latach 1968–1969 w drużynie narodowej Gornea rozegrał 4 spotkania.